# Melanie Kreis
Melanie Kreis est une femme d'affaires allemande née en 1971. Elle est membre du conseil d'administration et directrice financière (CFO) de Deutsche Post, la plus grande entreprise de logistique au monde, depuis octobre 2016,.

## Biographie

### Enfance et études
Kreis étudie à l'université d'État de New York à Stony Brook, aux États-Unis, où elle obtient une maîtrise en physique en 1994 et un autre diplôme en physique en 1997 à l'université de Bonn. En 2000, elle obtient un Master of Business Administration à l'INSEAD, en France,.

### Carrière
De 1997 à 2000, elle travaille pour le cabinet de conseil en gestion McKinsey & Company à Cologne.
Elle rejoint ensuite Apax Partners, une société de capital-investissement.
Kreis commence sa carrière à la Deutsche Post en 2004 au sein du département de développement des entreprises à Bonn, puis en Angleterre, où elle s'occupe de l'intégration d'Exel. En 2006, elle est nommée vice-présidente exécutive du bureau de l'entreprise et de l'organisation de l'entreprise. Depuis 2009, elle occupe le poste de chef du groupe de contrôle. En avril 2013, elle est nommée directrice financière (CFO) de DHL Express. Depuis 2014, elle est membre du comité exécutif de la Deutsche Post en tant que directrice des ressources humaines. Depuis octobre 2016, Kreis est directrice financière de la Deutsche Post, et la première femme à occuper ce poste au sein de la Deutsche Post.

## Vie privée
Kreis est mariée et mère de deux enfants.

## Récompenses et distinctions
En 2016, Kreis est désignée comme l'une des 75 femmes les plus influentes du monde des affaires allemand et comme femme de l'année par Manager Magazin (en) et le Boston Consulting Group (BCG),.
En novembre 2017, Forbes l'a classée 67e femme la plus puissante du monde,.